# لا کالک-سور-لوپ
لا کالک-سور-لوپ (به فرانسوی: La Colle-sur-Loup) یک کمون (فرانسه) در فرانسه است که در بخش گرس واقع شده‌است. لا کالک-سور-لوپ ۹٫۸۲ کیلومتر مربع مساحت دارد.